# Humlebæk
Humlebæk (deutsch veraltet Humelbeck) anhörenⓘ ist ein Fischerdorf an der Øresundküste und liegt in der Fredensborg Kommune in der Region Hovedstaden in Dänemark. Früher gehörte der Ort zur Fredensborg-Humlebæk Kommune.

## Geografie
Der Ort befindet sich südlich von Helsingör.

## Geschichte
Das Fischerdorf ist im Laufe der Zeit mit den Orten Sletten und Torpen zusammengewachsen.
In der Nähe fand 1700 die Landung bei Humlebæk statt.

## Kultur
In dem Ort befindet sich das Louisiana Museum für Moderne Kunst, das wohl bedeutendste Museum für moderne und zeitgenössische Kunst in Dänemark.

## Wirtschaft und Infrastruktur
Der Ort ist Sitz von Coloplast.
Im Ort befindet sich eine Bahnstation.

## Persönlichkeit
Kristian Solmer Vedel, (1923–2003), dänischer Industriedesigner, lebte und starb in Humlebæk